# Безмиалем
Безмиалем валиде султан (на турски: Bezmiâlem, Bezm-i Âlem или Bazim-i Alam, Радост за Света, 1807 – 1852) е втора съпруга на султан Махмуд II и майка на султан Абдул Меджид.

## Произход и управление
По произход тя е руска еврейка, като истинското ѝ име е Сузи, а името на баща ѝ е Леон.
След възкачването на сина ѝ на османския престол, Безмиалем получава титлата валиде султан, която носи в периода 1839 – 1851 г. Като своите предшественички тя остава известна като изтъкнат патрон на изкуствата и архитектурата в Османската империя. С нейни средства са построени летният дворец Дилкуса, който е част от дворцовия комплекс Йълдъз Сарай, Фонтанът на Безмиалем валиде султан, както и джамията на двореца Долмабахче в Истанбул.